# Oscar de Liagre
Oscar de Liagre (* 22. April 1870 in Leipzig; † 28. April 1940 ebenda) war ein deutscher Verleger in Leipzig und Mitbegründer und Gesellschafter des Leipziger Verlages Vobach & Co GmbH.

## Leben
Oscar de Liagre wurde am 22. April 1870 als Sohn des Fabrikanten Gustav de Liagre in Leipzig geboren. Am 27. Januar 1898 heiratete er Charlotte Gödecke.

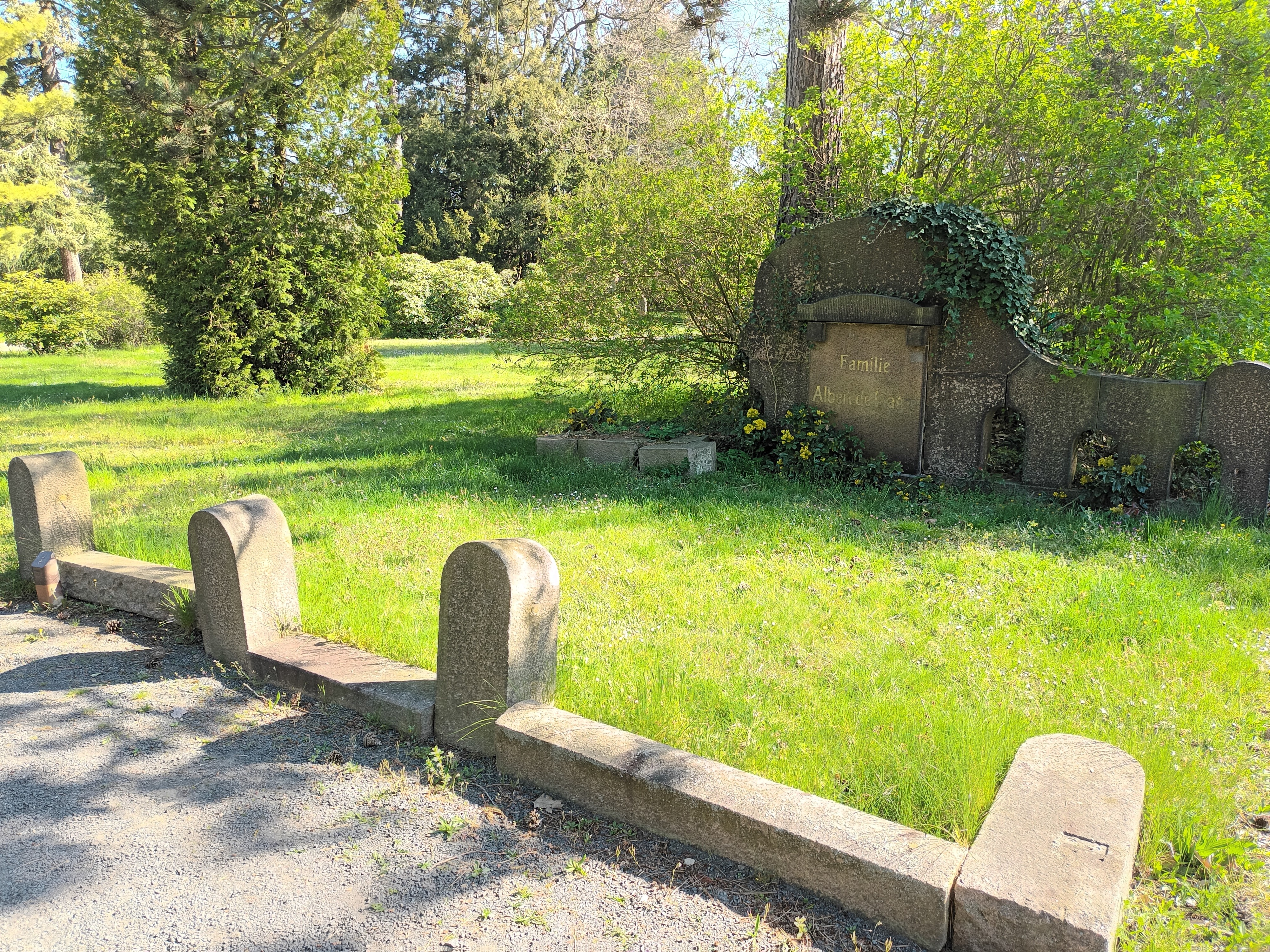
Familiengruft de Liagre auf dem Südfriedhof Leipzig

Ab 1887 machte er eine Buchhändlerlehre beim Fues-Verlag (R. Reisland Verlag) in Leipzig und arbeitete zunächst als Buchhändlergehilfe in Hannover. Ab 1890 leistete er einjährig Militärdienst. Anschließend studierte ab 1891 Literaturgeschichte an der Université de Lausanne. Während seines Studiums wurde er Mitglied der Société d’Étudiants Germania Lausanne. Nach dem Studium war er zunächst in London bei dem Verlag Fischer & Unwin tätig. 1894 kehrte er nach Leipzig zurück und betätigte sich als Verlagsbuchhändler in dem Buchverlag „Bibliographisches Institut“ in Leipzig, bei welchem unter anderem Meyers Konversations-Lexikon erschien.
Im Jahre 1896 machte sich Liagre mit einem eigenen Verlag selbstständig. Im Juli 1896 kaufte er von E. Twietmeyer in Leipzig dessen damals gut florierendes Handarbeitsblatt „Die Arbeitsstube“, das er unter der Firma „O. de Liagre“ weiterführte. 1898 schloss Liagre sein Unternehmen mit dem Verlag Willi Vobachs zusammen und wurde Teilhaber bzw. Mitbegründer des Leipziger Verlages W. Vobach & Co. Der Universalverlag wurde zu einem der bekanntesten Verlagsbuchhandlungen Leipzigs. Die von ihm 1898 geschaffene, wöchentlich erscheinende Sonntagszeitung für Deutschlands Frauen erreichte bis 1910 eine Auflage von 130.000 Exemplaren. Die wöchentliche Gesamtauflage aller Blätter dieses Verlags betrug im Jahr 1914 eine Million. In seiner Freizeit war Liagre ein passionierter Jagdreiter. Er setzte sich daher maßgeblich dafür ein, dass das in Jagdkreisen bekannte „grüne Buch“ (offizieller Titel: „Reit-Erinnerungen“) in mehreren Auflagen weitergeführt werden konnte.
1900 wurde Liagre zum Leutnant, 1904 zum Oberleutnant und 1910 zum Hauptmann der Reserve des 7. Königlich Sächsischen Feldartillerie-Regiments Nr. 77 in Leipzig ernannt. 1918 beendete er den Dienst im Rang des Majors der Reserve. Er war Träger des Eisernen Kreuzes 1. und 2. Klasse, des Ritterkreuzes 1. Klasse des Sächsischen Albrechtsordens mit Schwertern und Krone und des Verwundetenabzeichens (1918).
1937 schied de Liagre nach 40-jähriger Tätigkeit aus dem Verlag aus und trat in den Ruhestand.

## Publikationen
- Oscar de Liagre: Festlied zum norddeutschen Couleurtag der Germania-Lausanne am 14. Sept. 1929 zu Lübeck. 1929 – 4 Seiten
- Oscar de Liagre: Begrüssungslied zum XIX A.C.T. der Germania-Lausanne: am 10. u. 11. Mai 1929 zu Bonn am Rhein. 1929 – 4 Seiten
- Oscar de Liagre: Geschichte der Familie de Liagre – nach einer alten französischen Chronik. W. Vobach Verlag, Leipzig 1905
- Oscar de Liagre: Hinaus in die weite Welt: 31.-Mai-1. Juni 1902. W. Vobach Verlag, Leipzig 1902, Jahrgang 2, Ausgabe 2